# Altare della reposizione

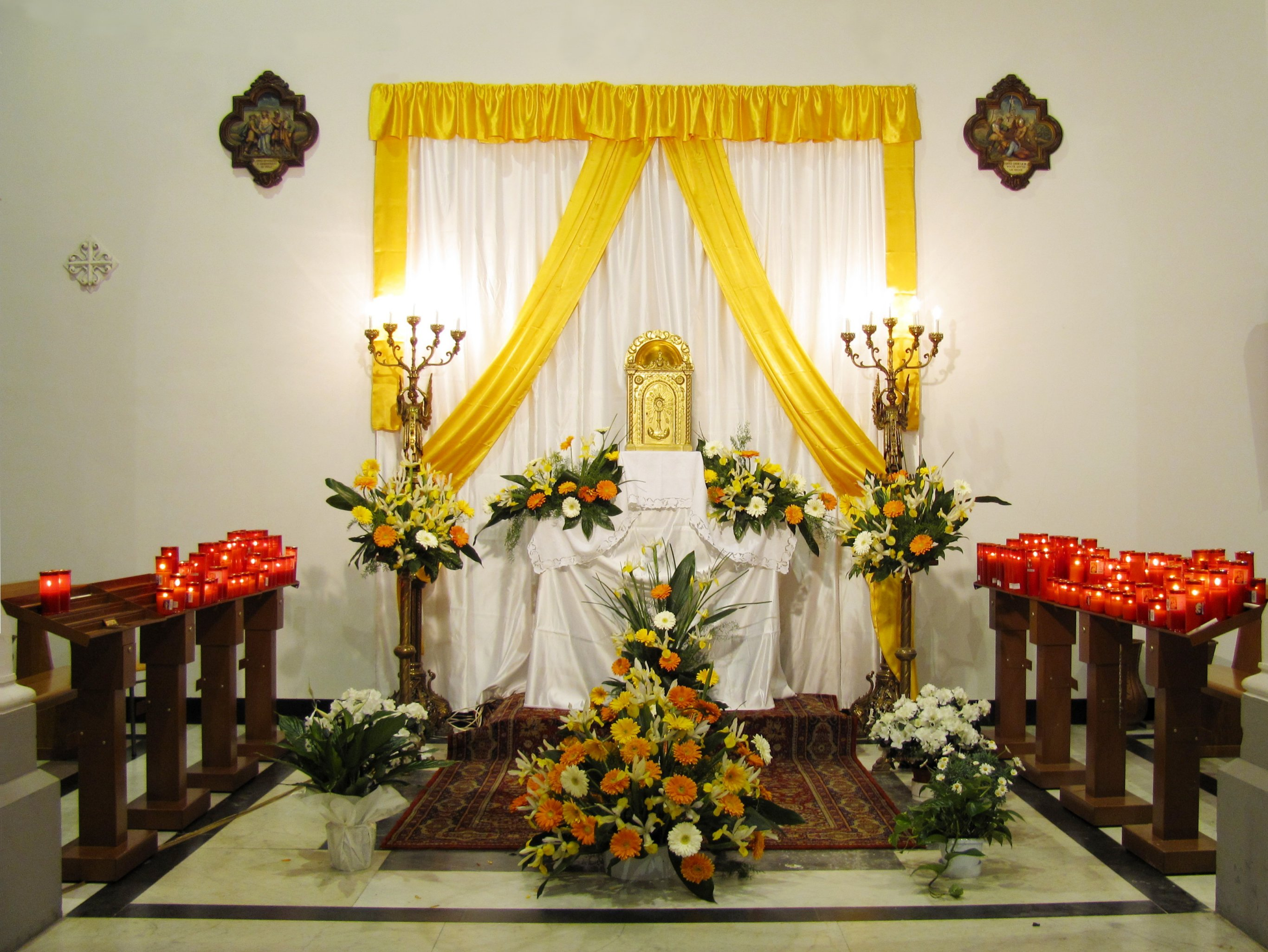
Altare della reposizione nella Chiesa di San Giuseppe al Lagaccio di Genova

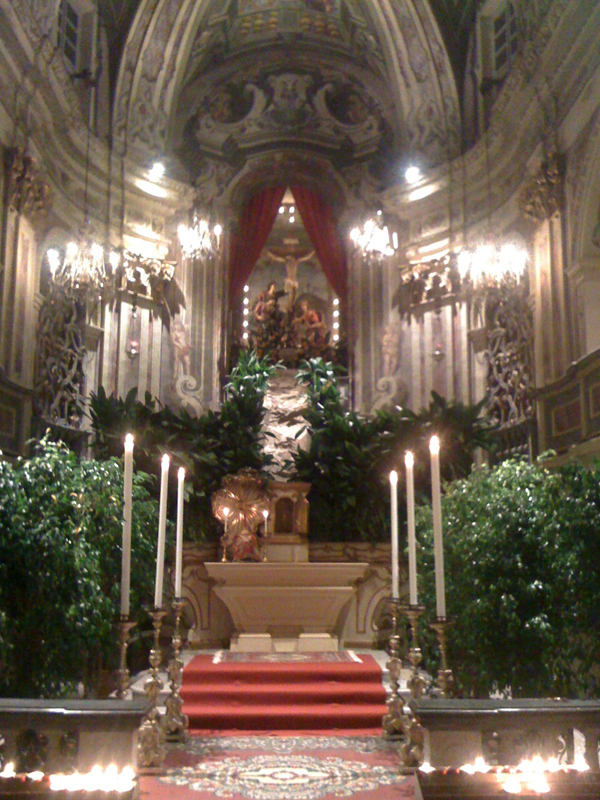
Altare della reposizione nella chiesa di san Giovannino di Alessandria con il tradizionale "Santo Sepolcro".

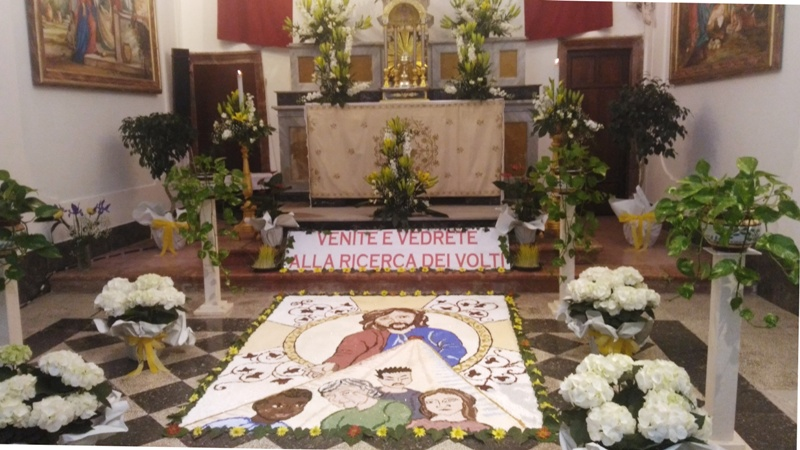
Altare della Reposizione, Chiesa di San Francesco d'Assisi (Alcamo), 2018

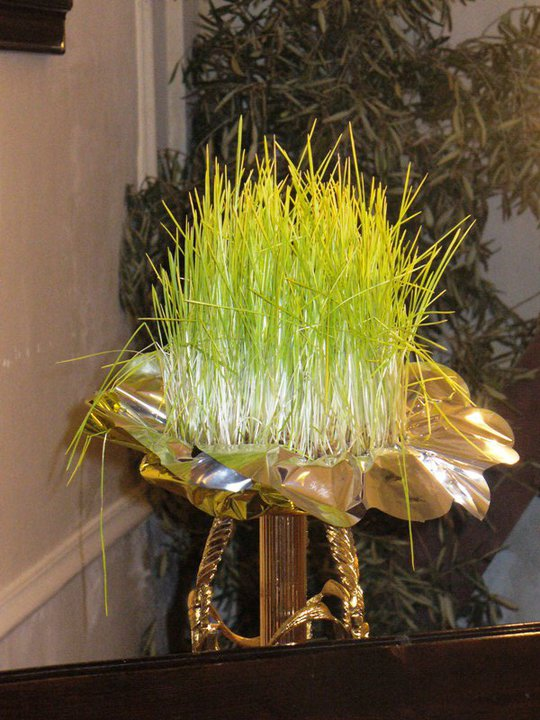
Tradizionale lavureddu siciliano

L'altare della reposizione è il luogo in cui, nella liturgia cattolica, viene riposta e conservata l'Eucaristia al termine della messa vespertina del Giovedì santo, la Messa nella Cena del Signore (Missa in Cena Domini).

## Liturgia
La liturgia cattolica prevede che l'altare della reposizione non coincida con l'altare dove è di consueto riporre il SS. Sacramento. È inoltre tradizione che nelle chiese l'altare della reposizione sia addobbato in modo solenne, con composizioni floreali o altri simboli, in omaggio all'Eucaristia, che viene conservata in un'urna, detta tabernacolo, per poter permettere la Comunione nel giorno seguente, il Venerdì santo, ai fedeli che partecipano alla celebrazione della Passione del Signore; infatti il Venerdì santo non si offre il Sacrificio della Messa, e dunque non si consacra l'Eucaristia. Inoltre la reposizione dell'Eucaristia si compie per invitare i fedeli all'adorazione nella sera del Giovedì santo e nella notte tra Giovedì e Venerdì santo, in ricordo dell'istituzione del sacramento dell'Eucaristia e nella meditazione sopra i misteri della Passione di Cristo, soprattutto sopra quello dell'agonia nel Getsemani.
L'altare della reposizione rimane allestito fino al pomeriggio del Venerdì santo, quando, durante la celebrazione della Passione del Signore, l'Eucaristia viene distribuita ai fedeli; se le ostie consacrate non sono state consumate interamente, esse vengono conservate non in chiesa ma in un luogo appartato, e l'altare viene dismesso, per ricordare con austerità la morte di Gesù in croce, fino al giorno seguente, quando durante la Veglia pasquale si celebra la risurrezione di Gesù.

## Tradizioni popolari
Nella tradizione e nel linguaggio popolare gli altari della reposizione vengono comunemente chiamati "Sepolcri": soprattutto nei centri dell'Italia meridionale, dove con il termine "andare a fare i sepolcri" si intende proprio il visitare, a partire dal pomeriggio del giovedì, il sepolcro di Cristo addobbato. L'usanza, non certificata dalla dottrina, è che ogni fedele visiti da cinque (quante sono le piaghe di Cristo) a sette (quanti sono i dolori della Madonna) di questi allestimenti in varie chiese vicine, compiendo il cosiddetto giro "delle sette chiese" o "sepolcri". Tale terminologia è impropria, perché in essi viene riposta l'Eucaristia, ossia le ostie precedentemente consacrate,  che la Chiesa cattolica crede essere il segno sacramentale di Gesù Cristo vivo e risorto. L'altare della reposizione non è dunque un sepolcro che simboleggia la morte di Gesù, ma un luogo in cui adorare l'Eucaristia.
In Sicilia e in altre regioni, come nel Salento (dove assumono il nome di "sabburchi") e in Basilicata, ma anche nella vicina Malta, l'altare della reposizione viene addobbato con i cosiddetti "lavureddi", ciotole sul cui fondo il primo giorno di Quaresima vengono distesi stoffa o ovatta su cui si sparge grano e legumi (lenticchie). Successivamente sono riposte al buio e innaffiate di tanto in tanto cosicché il Giovedì santo, una volta germogliati, si presenteranno in forma di pallidi e fitti filamenti di diverso colore. 
La stessa usanza, seppur corredata da altre, diffuse e variabili di paese in paese, è attestata in Sardegna (nella quale i germogli di grano vengono chiamati "Su Nenniri"), nel sud del Lazio e in Campania, dove le ciotole di grano germogliato sono denominate "sepolcri", proprio per l'associazione con il nome tradizionale dell'altare e anche in Calabria dove i germogli vengono chiamati "granicelli", poiché è col grano benedetto distribuito alla fine della liturgia del Mercoledì delle Ceneri che le composizioni vengono fatte.
Nelle zone di influenza ligure venivano, e in alcuni luoghi vengono ancora usati, i cartelami.